# Movimiento para la Recuperación del PCE
El Movimiento para la Recuperación del PCE una organización comunista creada en España en 1982 por un sector prosoviético del PCE, compuesto por unos doscientos militantes de dicho partido, la mayoría sindicalistas de CC.OO., liderados por Manuel Martínez Llaneza.
En 1984, tras el Congreso de Unidad de los Comunistas, pasaron a formar parte del Partido Comunista de los Pueblos de España (PCPE).